# Nervio dorsal de la escápula
El nervio dorsal de la escápula o dorsal escapular proviene del plexo braquial, normalmente de la rama anterior de C5. Se dirige hacia posterior, logrando perforar el escaleno medio para luego correr por el borde medial de la escápula.
Provee la información motora para los músculos romboides menor y mayor, y el elevador de la escápula.

## Imágenes

Plexo braquial
Esquema del plexo braquial con los segmentos espinales en colores distintos (en inglés)